# MechWarrior (videojuego de 1993)
MechWarrior, conocido en Japón como BattleTech (バトルテック?), es un videojuego de acción en primera persona para la Super NES ambientado en el universo BattleTech. El juego de SNES se basó en el MechWarrior original para PC, con gráficos actualizados que utilizaban el Modo 7 para las secuencias de misiones de Battlemech en lugar de los gráficos 3D con sombreado plano de la versión para PC.
El juego fue seguido por una secuela, MechWarrior 3050, que se juega desde una vista isométrica.

## Sinopsis
En el año 3017, la familia de un guerrero mecánico llamado Herras Ragen fue asesinada por un grupo de rebeldes militares llamados "The Dark Wing Lance". En 3027, jugando como Herras, el jugador lucha contra enemigos, tratando de encontrar al líder de los rebeldes mientras confía en la información de una serie de contactos y aliados en un bar en un planeta cercano en el sistema. Al final, el objetivo del jugador es cazar y matar a los miembros de Dark Wing Lance y vengar la muerte de la familia de Herras.

## Jugabilidad

### Mechs
Mechwarrior en SNES es inusual por varias razones; una de ellas es que el juego presentaba un grupo único de BattleMechs que se desarrollaron específicamente para el juego. Muchos comparten similitudes o son variaciones claras de BattleMechs de otros juegos, pero otros son completamente únicos. Hay cuatro tipos de BattleMechs en el juego: mechs ligeros, mechs medianos, mechs pesados y mechs de asalto. Los mechs ligeros incluyen el "Wasp" y el "Spider". El "Spider" es ágil y normalmente se utiliza para flanquear, y el "Wasp" tiene potentes propulsores de salto. Los mechs medianos incluyen el "Phoenix Hawk" y el "Wolverine". El "Phoenix Hawk" equilibra todos los elementos y el "Wolverine" es similar pero es ligeramente más lento y está mejor blindado. Los mechs pesados incluyen el "Warhammer" y el "Battlemaster". Ambos están fuertemente blindados y tienen una gran cantidad de potencia de fuego. El único mech de asalto es el "Atlas", que es el mech más fuerte y lento del juego.

## Recepción
Super Gamer le dio a la versión de SNES una puntuación de revisión del 88%, afirmando: "El juego oficial BattleTech te permite luchar contra hordas de robots gigantes en una perspectiva atmosférica en primera persona del Modo 7". Power Unlimited le ha dado al juego una puntuación del 85% y escribe: "Mechwarrior se basa en una fórmula bastante particular. Es una pena que la recopilación de información al principio del juego sea aburrida y tediosa. Sin embargo, la acción que sigue después es excelente". En la Internet Game Data Base, BattleMech tiene una calificación de 6.5 estrellas sobre 10.  En Video Game Geek, BattleMech tiene una calificación de 5 estrellas sobre 10.